# 唐辺葉介
唐辺 葉介（からべ ようすけ）は、日本の小説家、シナリオライター。瀬戸口廉也とは同一人物。

## 主な作品

### 小説
- PSYCHE （スクウェア・エニックス・ノベルズ、2008年7月26日発売） ISBN 978-4-7575-2343-2
- PSYCHE（文庫） （星海社文庫、2012年6月10日発売） ISBN 978-4-06-138931-1
- 犬憑きさん 上 （スクウェア・エニックス・ノベルズ、2009年3月27日発売） ISBN 978-4-7575-2537-5
- 犬憑きさん 下 （スクウェア・エニックス・ノベルズ、2009年5月22日発売） ISBN 978-4-7575-2577-1
- ドッペルゲンガーの恋人 （星海社FICTIONS、2011年8月17日発売） ISBN 978-4-0613-8810-9
- 死体泥棒 （星海社FICTIONS、2011年12月16日発売） ISBN 978-4-06-138821-5
- 電気サーカス（アスキー・メディアワークス、2013年11月21日発売）ISBN 978-4-04-866066-2
- つめたいオゾン （富士見L文庫、2014年9月13日発売）ISBN 978-4-04-070224-7

### ゲーム
- 暗い部屋 （2010年）
  - 2009年に発売中止となった同名の小説をデジタル化したものであり、実質はデジタル小説である。DVDになったことで演出が加えられた。
- セカンドノベル 〜彼女の夏、15分の記憶〜 （日本一ソフトウェア、『音の色』、2010年）